# Goldendale (Washington)
Goldendale je grad u američkoj saveznoj državi Washington. Prema popisu stanovništva iz 2010. u njemu je živjelo 3.407 stanovnika.